# Фоноліт

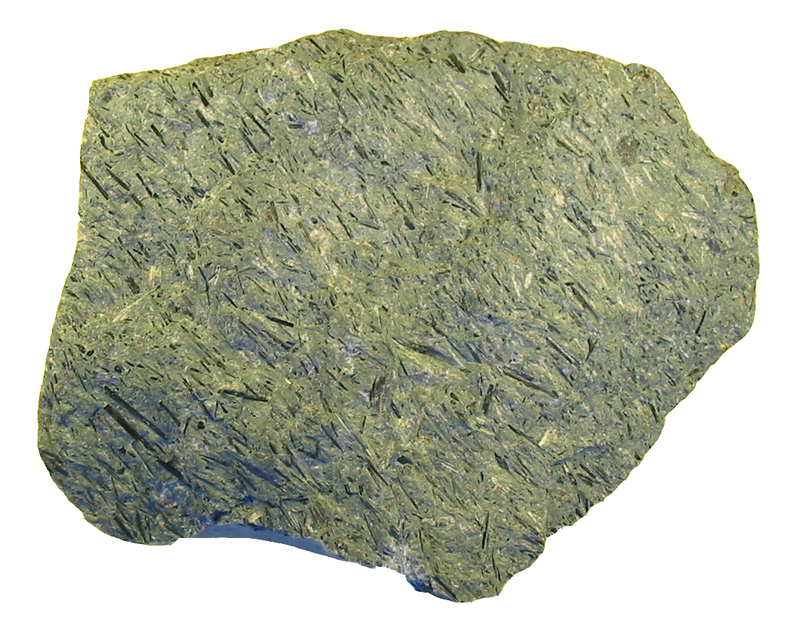
Фоноліт.

Фоноліт (рос. фонолит, англ. phonolite, нім. Phonolith m) — темно-кольорова магматична гірська порода, ефузивний аналог нефелінових сієнітів порфірової або афірової структури. Складається з нефеліну або лейциту з санідином і кольорових мінералів (лужного піроксену та амфіболу).

## Інтернет-ресурси
- Woolley, A.R., Alkaline rocks and carbonatites of the world